# ホイーリング (イリノイ州)
ホイーリング（Wheeling）は、アメリカ合衆国イリノイ州のクック郡にある村。人口は3万9196人（2020年）。シカゴの北西40キロメートルに位置している。

## 概要
歴史的にはシカゴとグリーンベイを結ぶ街道の宿場を起源としている。地名の由来ははっきりしないが、駅馬車の車輪に関係する説とウェストバージニア州の都市ホイーリングに関係する説がある。現在はシカゴと鉄道で結ばれており、ベッドタウンとして機能している。アジア系の住民が比較的多い。

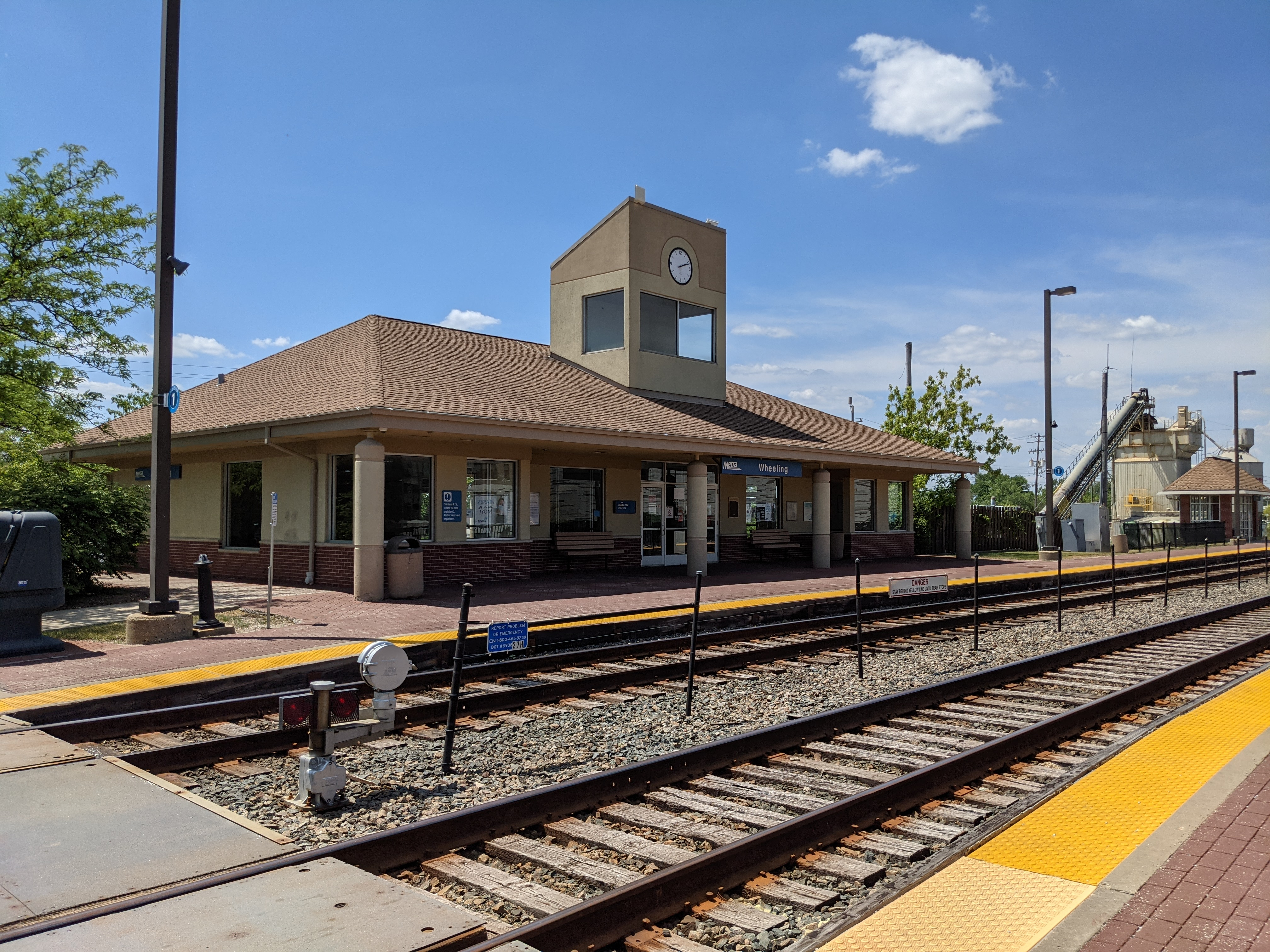
メトラ ホイーリング駅